# María Cuadra
María Cuadra (Madrid, 24 dicembre 1936) è un'attrice spagnola.

## Biografia
Debuttò cinematograficamente nel 1956. Prese parte come protagonista in alcuni film spagnoli e produzioni internazionali tra cui: Platero y yo, Ultimo Encuentro, Vuelve San Valentin, Marinai, donne e guai, I tromboni di Fra' Diavolo con Ugo Tognazzi e Raimondo Vianello, e sempre con Raimondo Vianello in Granada, addio! di Marino Girolami (1967). Ha collaborato con vari attori tra cui Van Johnson, Fernando Rey, Giuliano Gemma nel film Il prezzo del potere, dove interpreta il personaggio di Lucretia Garfield, e con Vittorio De Sica e Anita Ekberg in Le tre "eccetera" del colonnello (1960).
Figlia del torero Antonio Cuadra Belmonte (detto "Antoñete"), sposò l'attore e produttore italiano Eduardo De Santis da cui poi divorziò. Da questo matrimonio ebbe tre figli: Natasha, Nicolas e Antonella. Attualmente María Cuadra vive a Madrid dove si dedica a opere di carità e dove è stata nominata ambasciatrice dell'UNICEF e della Croce Rossa internazionale.

## Filmografia parziale

### Cinema
- Marisa la civetta, regia di Mauro Bolognini (1957)
- Le belle dell'aria, regia di Mario Costa e Eduardo Manzanos Brochero (1957)
- Amore a prima vista, regia di Franco Rossi (1958)
- Marinai, donne e guai, regia di Giorgio Simonelli (1958)
- Le tre "eccetera" del colonnello, regia di Claude Boissol (1960)
- I tromboni di Fra' Diavolo, regia di Giorgio Simonelli (1962)
- Il peccato (Noche de verano), regia di Jorge Grau (1963)
- Umorismo in nero, regia di Claude Autant-Lara, José María Forqué e Giancarlo Zagni (1965)
- Dove si spara di più, regia di Gianni Puccini (1967)
- Granada, addio!, regia di Marino Girolami (1967)
- Una ragazza piuttosto complicata, regia di Damiano Damiani (1969)
- Il prezzo del potere, regia di Tonino Valerii (1969)

### Televisione
- La donna di picche, regia di Leonardo Cortese - miniserie TV (1972)

## Doppiatrici italiane
- Maria Pia Di Meo in Marinai, donne e guai, Il prezzo del potere
- Flaminia Jandolo in Le tre "eccetera" del colonnello
- Rosetta Calavetta in I tromboni di Fra' Diavolo
- Rita Savagnone in Dove si spara di più